# Gérard Farison
Gérard Farison (Saint-Jean-Bonnefonds, 1944. március 15. –  Saint-Raphaël, 2021. szeptember 8.) válogatott francia labdarúgó, hátvéd, edző.

## Pályafutása

### Klubcsapatban
1963-ban a Saint Étienne második csapatában mutatkozott be. Az első csapatban 1967-ben szerepelt először, ahol 1969-ben lett meghatározó játékos. Öt-öt bajnoki címet és franciakupa-győzelmet ért el a csapattal. Tagja volt az 1975–76-os BEK-döntős együttesnek. 1980 és 1984 között az ES Fréjus játékosa volt, ahol 1982–83-ban az együttes vezetőedzője is volt.

### A válogatottban
1976. április 24-én a Lengyelország elleni lensi mérkőzésen egy alkalommal szerepelt a francia válogatottban, ahol 2–0-s francia győzelem született.

## Sikerei, díjai
Saint Étienne
- Francia bajnokság (Ligue 1)
  - bajnok (5): 1967–68, 1969–70, 1973–74, 1974–75, 1975–76
- Francia kupa (Coupe de France)
  - győztes (5): 1968, 1970, 1974, 1975, 1977
- Bajnokcsapatok Európa-kupája (BEK)
  - döntős: 1975–76